# Mystus irulu
Mystus irulu — вид сомоподібних риб з родини Bagridae. Описаний у 2022 році.

## Поширення
Ендемік Індії. Поширений у басейні річки Нетраваті у Західних Гатах у штаті Карнатака.

## Опис
Вид відрізняється від усіх південноазійських представників роду рівномірним чорним кольором, довгим жировим плавцем, що досягає основи останнього променя спинного плавця спереду, спинним плавцем із опуклим заднім краєм спини та наступною комбінацією ознак: глибина тіла в задньому проході 19,9–22,3% SL, довжина спинного плавця 17,5–18,7% SL, основа жирового плавника 34,2–38,4% SL, глибина хвостового стебла 10,6–11,9% SL і діаметр ока 27,2–37,1% HL.